# Yoshikichi Furui
Yoshikichi Furui, né à Tokyo le 19 novembre 1937 et mort le 18 février 2020, est un écrivain japonais. Diplômé de littérature allemande, il a notamment traduit Hermann Broch et Robert Musil.
Il a reçu le prix Akutagawa pour Yôko en 1970.

## Biographie
Il décède à 82 ans chez lui le 18 février 2020 d'un carcinome hépatocellulaire.

## Œuvre
Yoshikichi Furui aime à faire transparaître l'étrangeté des sentiments de ses personnages. Il se plaît dans les descriptions de sensations fugitives, toucher ce qui semble ne pas exister, des choses futiles mais belles.

## Œuvres traduites en français
- Crabe sous la neige, dans Cahiers du Japon n° spécial 1985 (La Littérature dans le Japon d'après-guerre), nouvelle, Éditions Sully, 1985.
- Yôko, suivi de La Tanière amoureuse, nouvelles traduites par Véronique Perrin, Éditions Philippe Picquier, 1990 ; Picquier poche, 1995.
- Le Passeur, roman traduit par Véronique Perrin, Éditions du Seuil, 1998.
- Le Dos seul aux dernières lueurs du jour, nouvelle traduite par Véronique Perrin avec la collaboration de François Lachaud et l'aide de Takashi Moriyama dans Arsenal n°7 (p. 122-140), octobre 2002 et dans Pour un autre roman japonais, ouvrage dirigé par Philippe Forest et Cécile Sakai, Éditions Cécile Defaut (p. 21-44), 2005.
- Les Cheveux blancs, roman traduit par Véronique Perrin, Éditions du Seuil, 2008.
- Chant du Mont fou, roman traduit par Véronique Perrin, Éditions du Seuil, 2015.

## Citation
« Venu à lui comme si ça n'avait pas été un visage humain, il l'avait pourtant médusé, par cet aspect inquiétant qu'on ne voit qu'aux humains. Or, l'impression qui s'en dégageait cessant ensuite brusquement, il était à présent devant ce même visage accablé par un vide d'expression encore jamais éprouvé devant nul autre, plongé dans une confusion croissante. »

— Yôko

## Nominations
- Prix Akutagawa 1970
- Prix Tanizaki
- Prix Kawabata